# Steinzeugwerke Bitterfeld
Der VEB Steinzeugwerke Bitterfeld wurde 1953 aus den alteingesessenen Betrieben C. Kelsch und Heinrich August Piltz gebildet, deren Besitzer im gleichen Jahr nach Westdeutschland übersiedelten. Zum 1. Januar 1959 erfolgte eine Umwandlung der Steinzeugwerke Bitterfeld in den VEB Baustoffkombinat Bitterfeld, dem drei Steinzeugfabriken, mehrere Ziegeleien und Kiesgruben angehörten. Der VEB Baustoffkombinat Bitterfeld ging 1968 in den VEB Steinzeugwerk Bad Schmiedeberg über. Die Bitterfelder Betriebsteile wurden nach und nach geschlossen. Nach der Deutschen Wiedervereinigung im Jahre 1990 endete mit der Schließung des Betriebsteils Piltz die 130-jährige Tradition der Bitterfelder Steinzeugproduktion, die vor dem Zweiten Weltkrieg eine der bedeutendsten im Deutschen Reich war.

## Produktion
Hauptprodukt der Steinzeugwerke waren Steinzeugrohre für Kanalisationen. Die VEB Steinzeugwerke hatten ab 1953 eine Produktionskapazität von 15.000 Jahrestonnen keramischer Produkte, die in 42 brikettbeheizten Einzelkammeröfen hergestellt wurden. Diese wurden 1983 stillgelegt. Ab 1960 war ein gasbeheizter Tunnelofen in Betrieb.

### Bitterfelder Ziegeleien und Thonröhrenfabriken
- Polko – 1861/1863 Thonröhrenfabrik
- Bauermeister und Söhne – bereits 1885 zwei Dampfziegeleien
- Kelsch (Schoof) – 1863 (Thonrohrfabrik)
- Rühl (Paasch) – 1863 (?) oder 1870 (Thonrohrfabrik)
- Munzing (Jahn) – 1872 (Thonrohrfabrik)
- Polko 2 – 1872 (Thonrohrfabrik)
- Schirmer. Piltz & Co. – (Thonrohrfabrik)
- Thonröhren und Chamotten-Fabrik Richter & Co. – 1873 (Thonrohrfabrik)
- C. H. Kühle (Papierfabrik) – bereits 1885 eine Ziegelei
- Ziegelei A. Dietze – bereits 1885 erwähnt
- E. Krüger – bereits 1885 eine Dampfziegelei
- Ziegelei Weiland – bereits 1885 erwähnt
- Ziegelei Liesche – bereits 1885 erwähnt
- Ziegelei zu Altschloß – bereits 1885 erwähnt